# Моногарово (Московская область)
Моногарово — деревня в Зарайском районе Московской области, в составе муниципального образования сельское поселение Струпненское (до 29 ноября 2006 года входила в состав Алферьевского сельского округа), деревня связана автобусным сообщением с райцентром и соседними населёнными пунктами.

## Население
| 2002 | 2006 | 2010 |
| ---- | ---- | ---- |
| 94   | ↗102 | ↘89  |

## География
Моногарово расположена в 11 км на юго-запад от Зарайска, на малой реке Уйна, бассейна реки Осётр, высота центра деревни над уровнем моря — 158 м.

## История

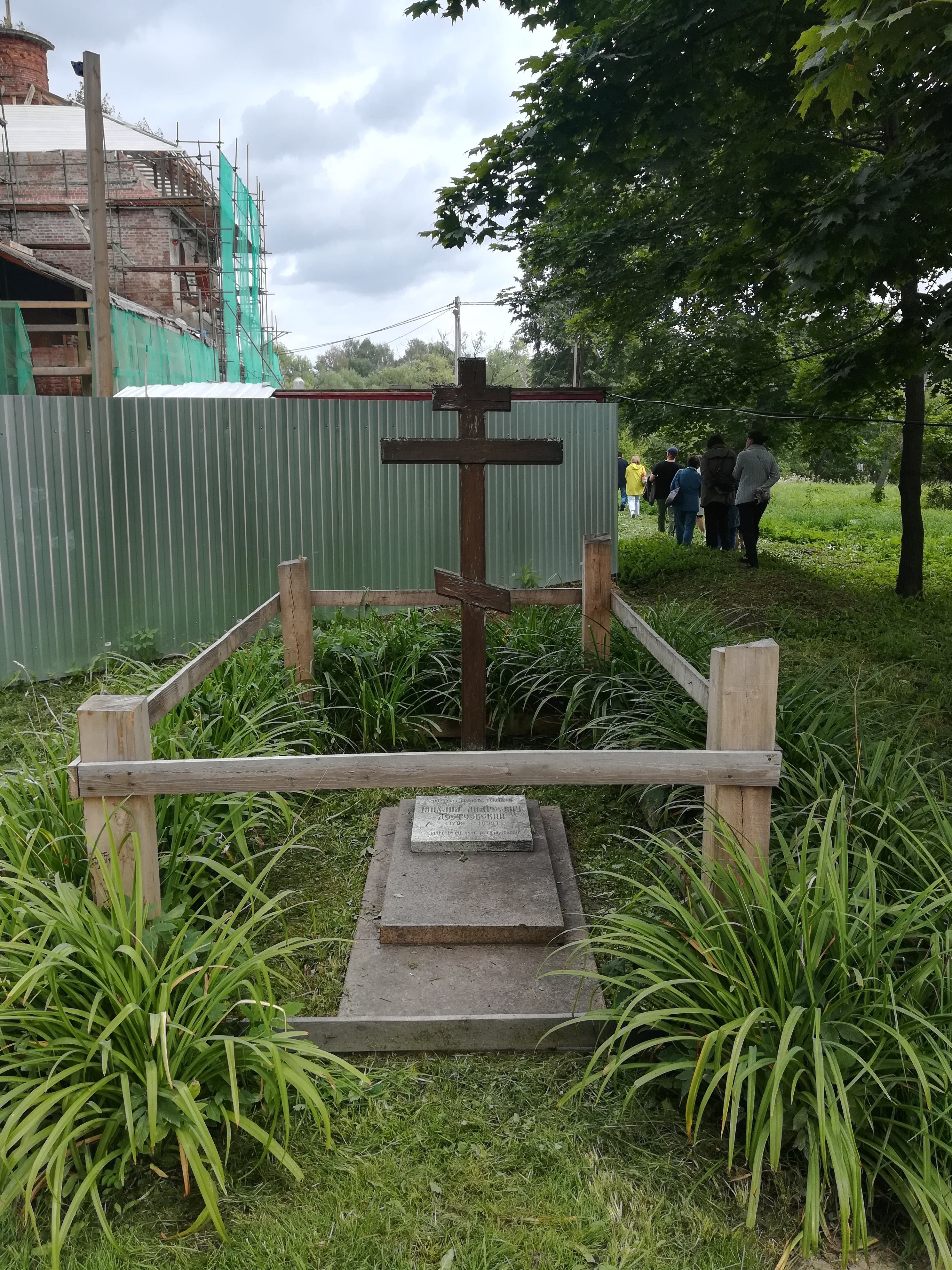
Кенотаф Михаила Андреевича Достоевского

Моногарово впервые в исторических документах упоминается в Писцовых книгах XVI века, до 27 апреля 1923 входило в состав Каширского уезда Тульской губернии. В 1862 году в деревне числилось 29 дворов и 247 жителей, в 1926 году — 42 двора и 199 жителей. В 1929 году был образован колхоз «К новой жизни», в последние годы — в составе опытно-производственного хозяйства им. Мерецкова. До 1939 года — центр Моногаровского сельсовета.

## Достопримечательности
Церковь Сошествия Святого Духа в стиле барокко, с Покровским и Никольским приделами, была построена в Моногарово в 1763 году, в 1820 году сооружена колокольня. В 1931 году закрыта, в 1998 году церковь открыли, действующая, памятник архитектуры федерального значения, на кладбище при церкви похоронен отец писателя Ф. М. Достоевского (памятник градостроительства и архитектуры федерального значения).